# Liste von Söhnen und Töchtern der Stadt Toledo (Ohio)
Dies ist eine Liste bekannter Persönlichkeiten, die in der US-amerikanischen Stadt Toledo (Ohio) geboren wurden. Die Liste erhebt keinen Anspruch auf Vollständigkeit.

## 19. Jahrhundert

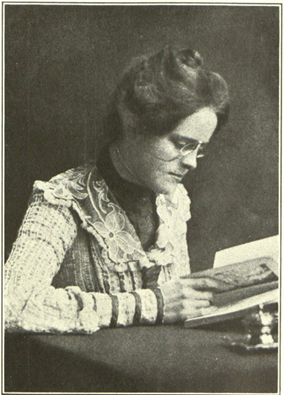
Caroline Ransom Williams
(1872–1952)

David Stanley Smith
(1877–1949)

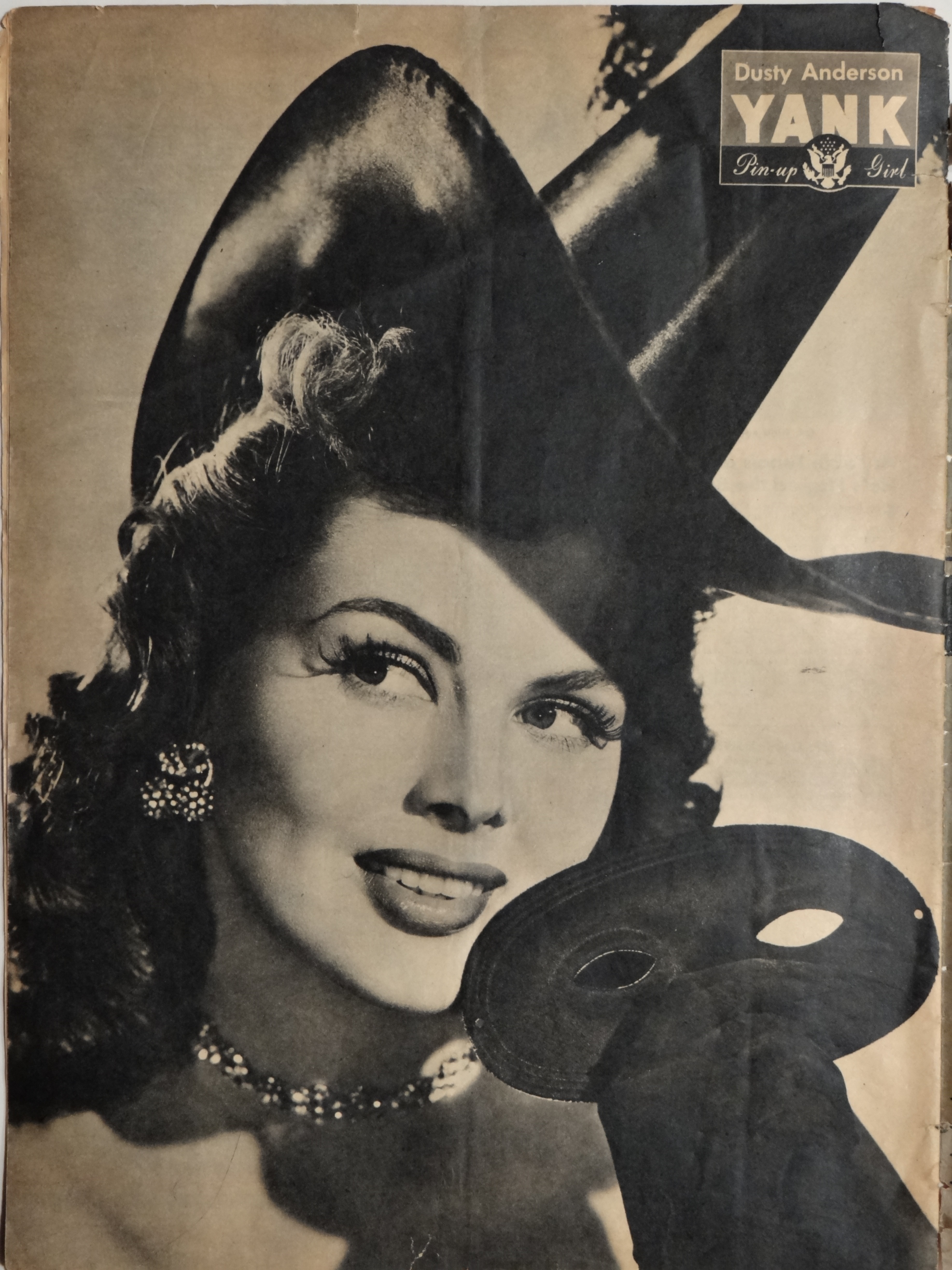
Dusty Anderson
(1918–2007)

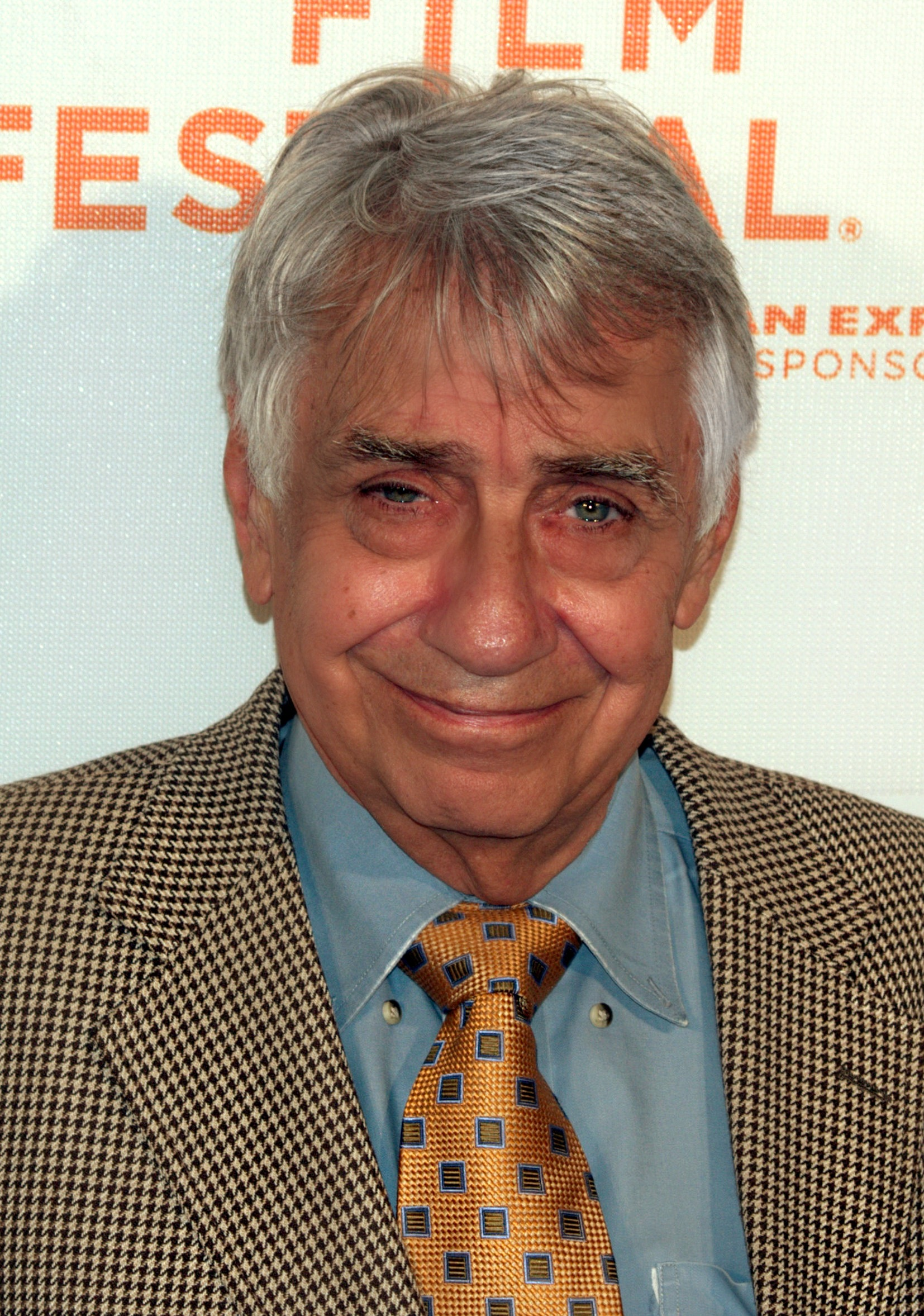
Philip Baker Hall
(1931–2022)

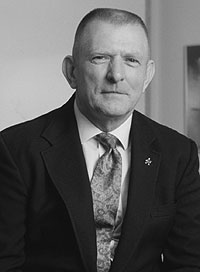
Gene Kranz
(* 1933)

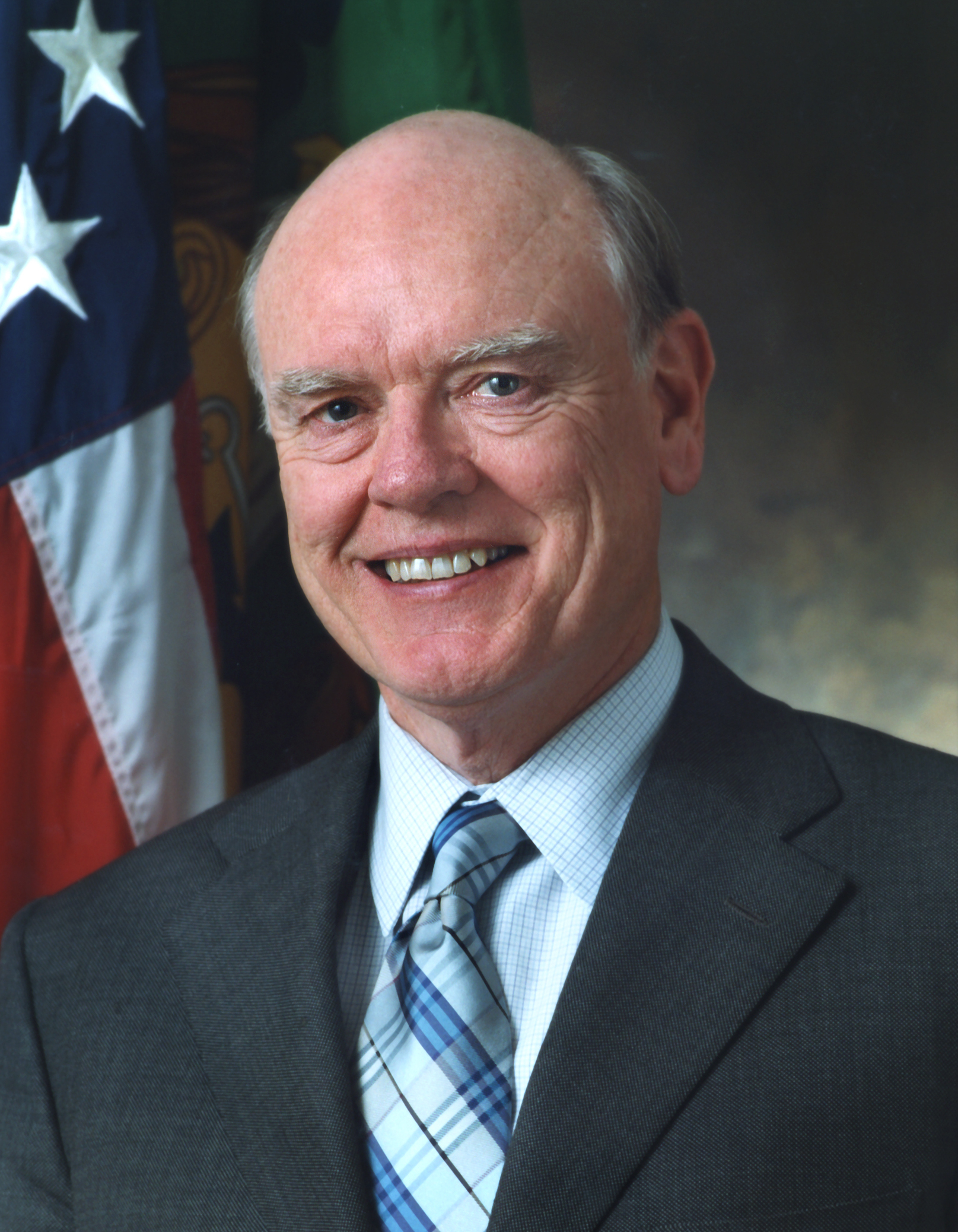
John W. Snow
(* 1939)

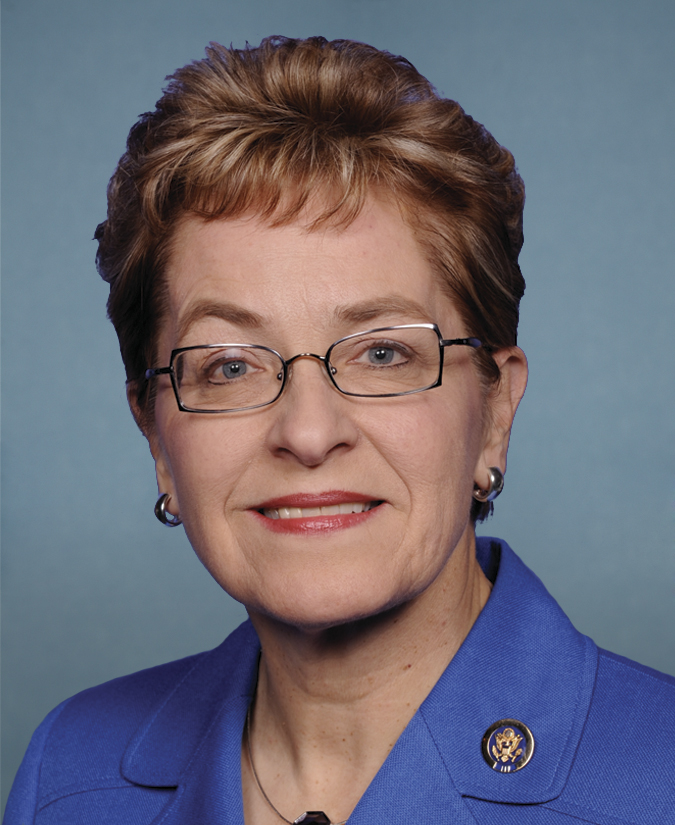
Marcy Kaptur
(* 1946)

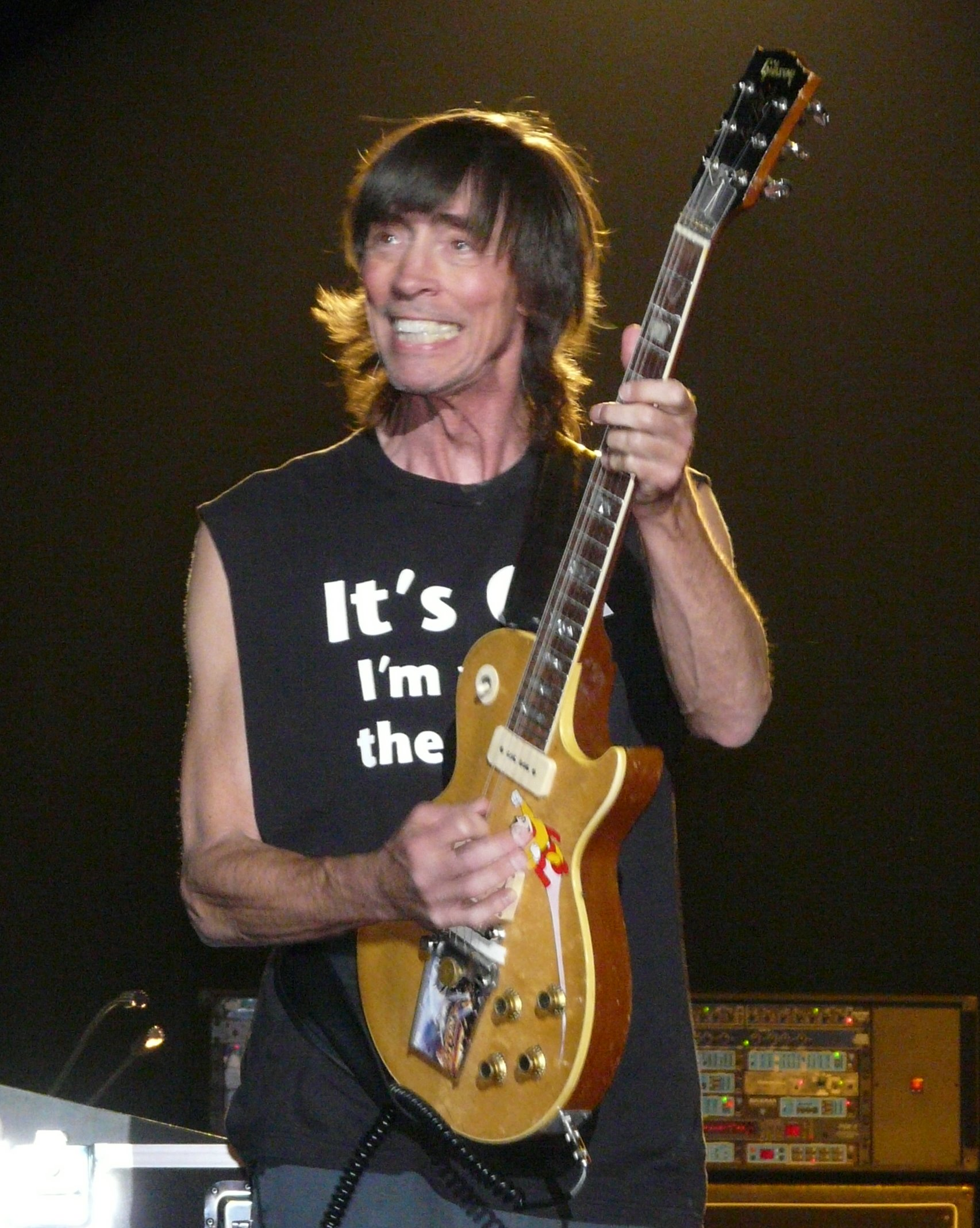
Tom Scholz
(* 1947)

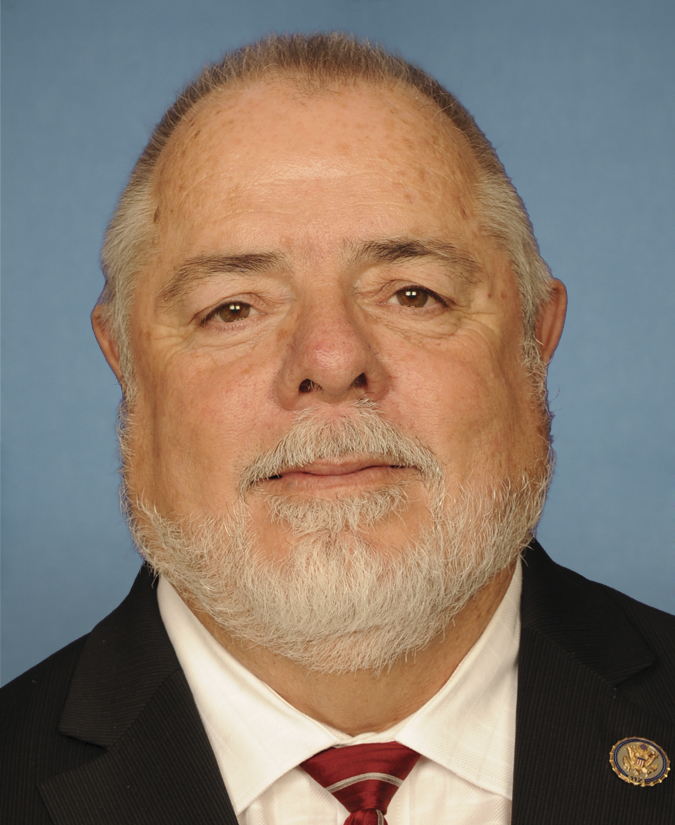
David Curson
(1948–2024)

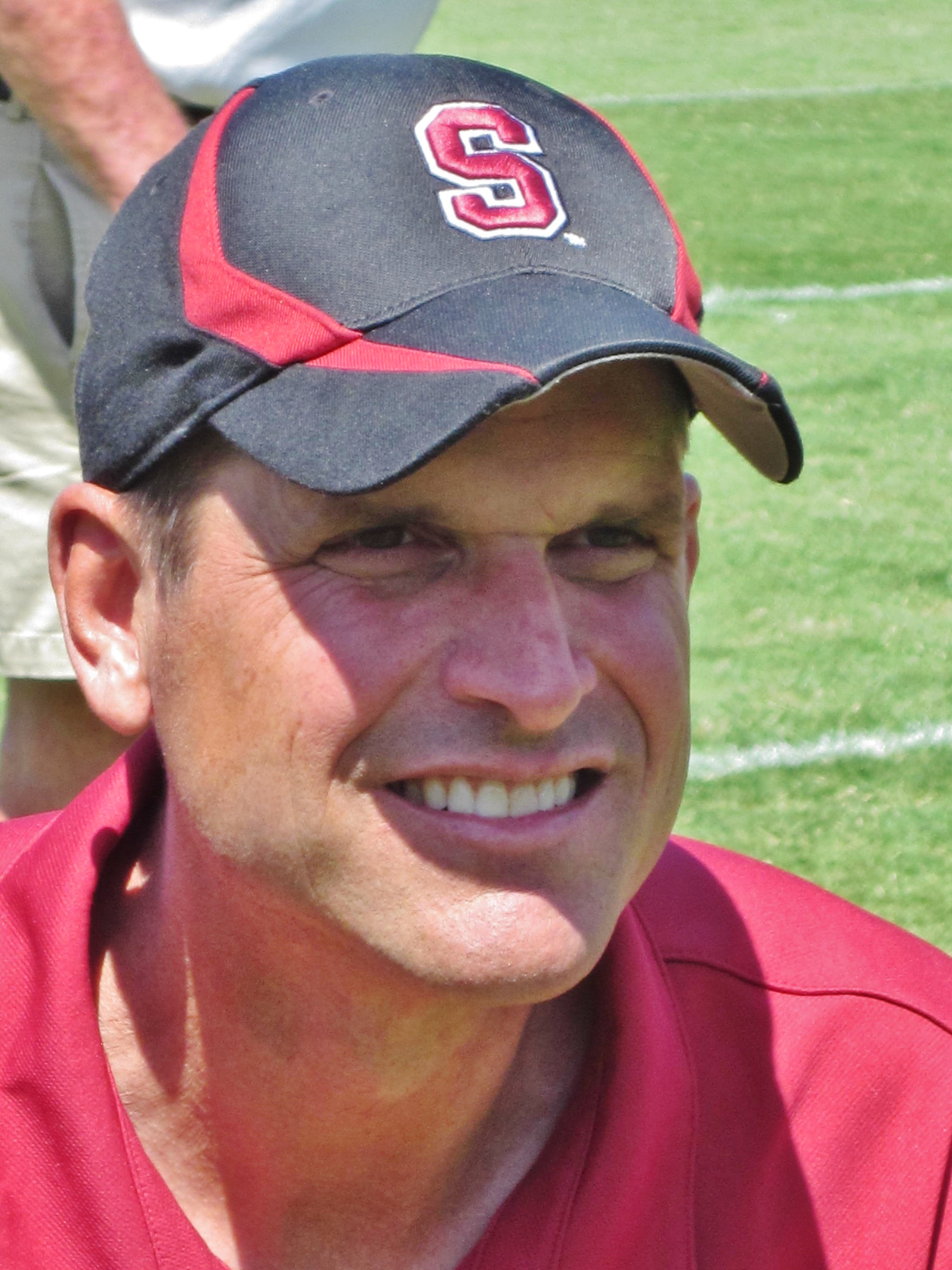
Jim Harbaugh
(* 1963)

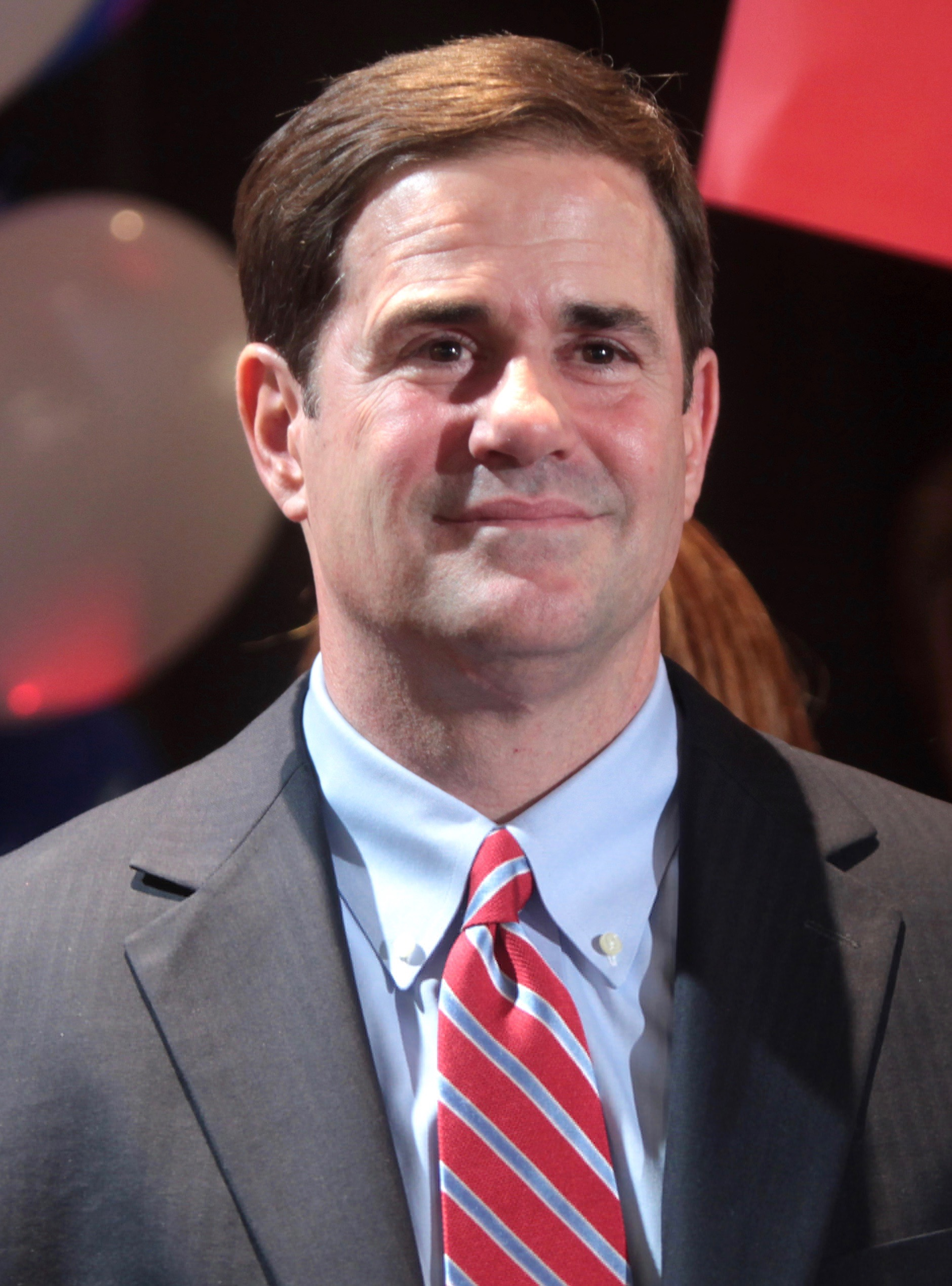
Doug Ducey
(* 1964)

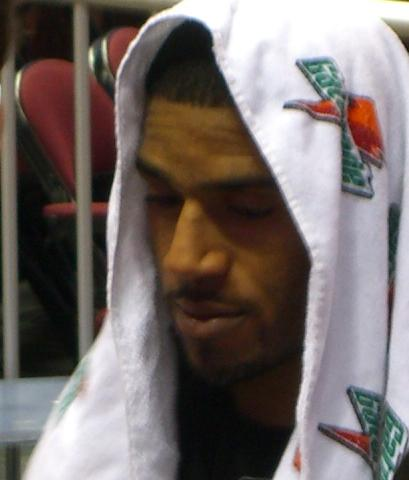
Jim Jackson
(* 1970)

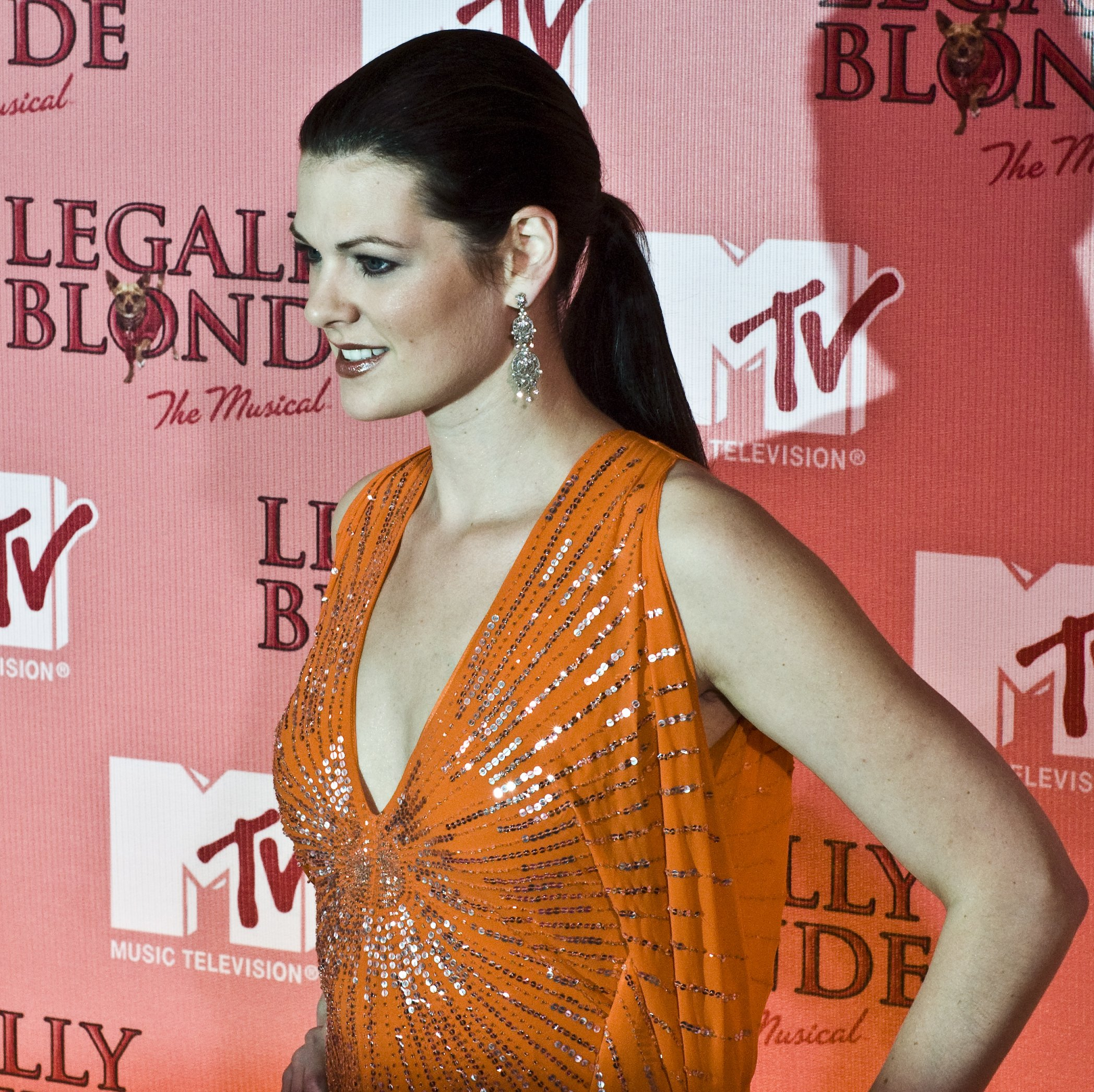
Kate Shindle
(* 1977)

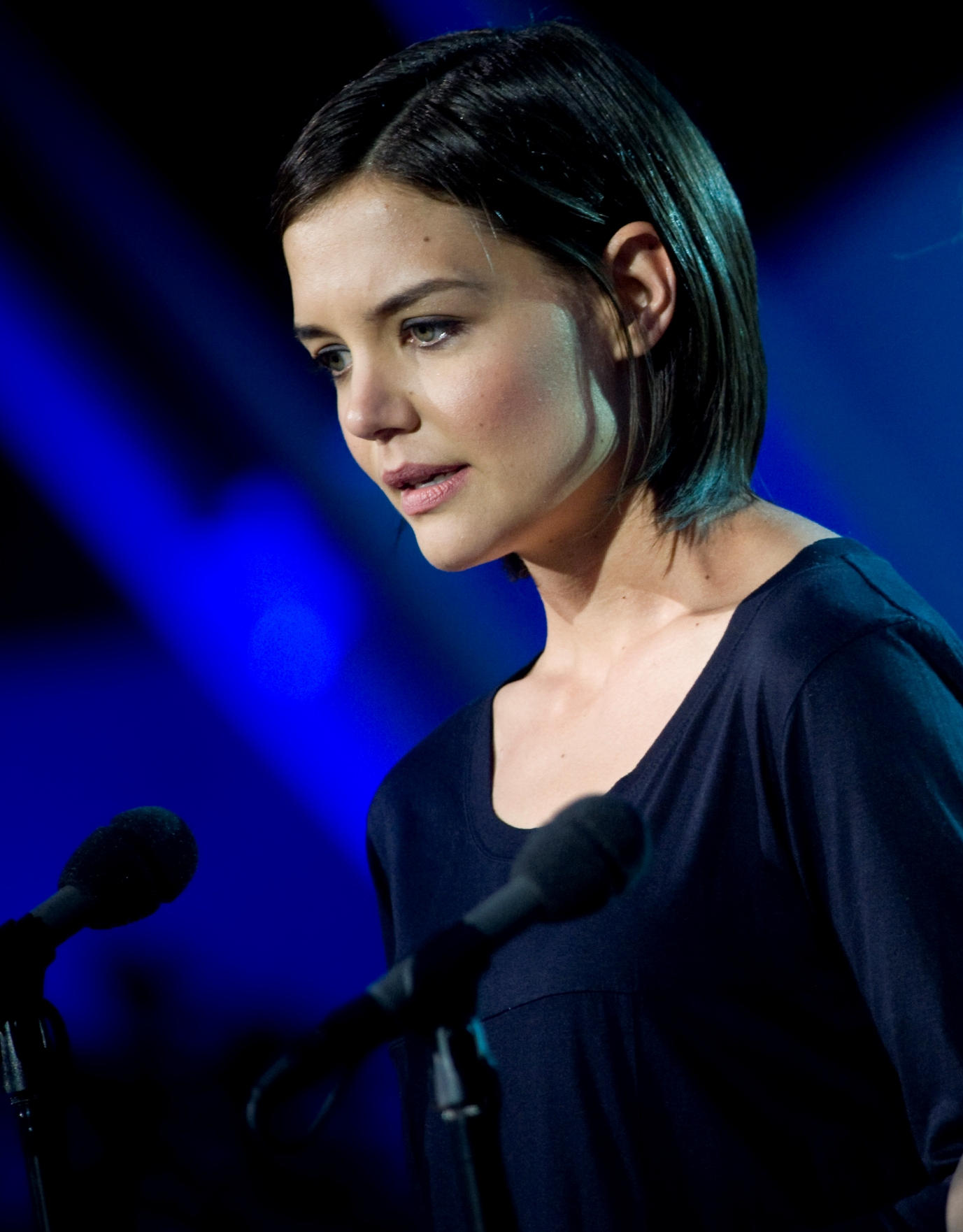
Katie Holmes
(* 1978)

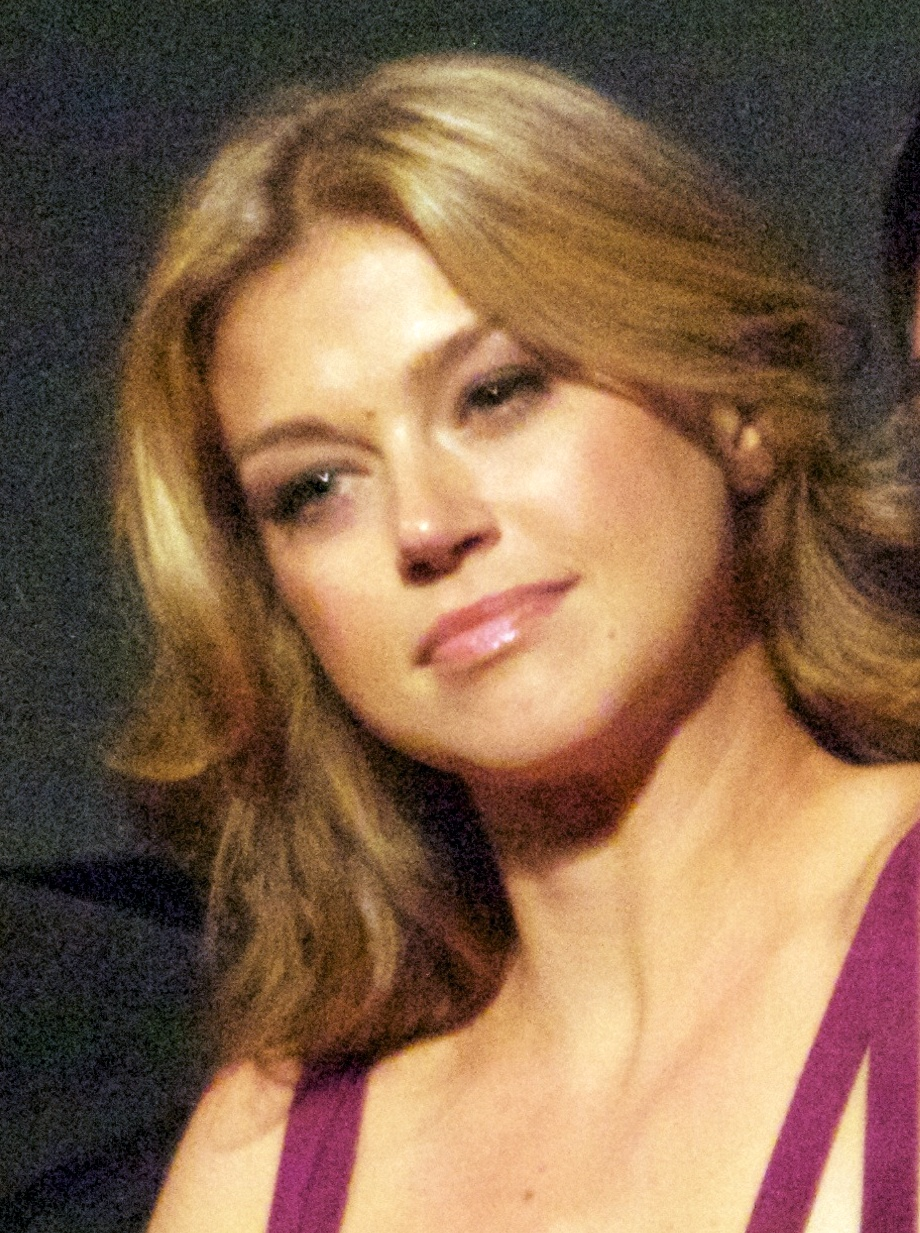
Adrianne Palicki
(* 1983)

- Albert William Herre (1868–1962), Flechtenkundler und Ichthyologe
- Caroline Ransom Williams (1872–1952), Ägyptologin und Klassische Archäologin
- John C. Ketcham (1873–1941), Politiker
- Charles H. Huberich (1877–1945), Rechtsanwalt, Dozent und Fachbuchautor
- David Stanley Smith (1877–1949), Komponist
- Arthur Hussey (1882–1915), Golfer
- Harold Weber (1882–1933), Golfer
- Paul Knabenshue (1883–1942), Rechtsanwalt und Diplomat
- Karl Joseph Alter (1885–1977), römisch-katholischer Erzbischof von Cincinnati
- Otto Kruger (1885–1974), Schauspieler
- Warren J. Duffey (1886–1936), Politiker
- John Cromwell (1887–1979), Schauspieler und Regisseur
- John W. Leonard (1890–1974), Generalleutnant der US Army
- Theodore L. Moritz (1892–1982), Politiker
- Frances Schroth (1893–1961), Schwimmerin, Olympiasiegerin
- Pierre Gendron (1896–1956), Stummfilmschauspieler und Drehbuchautor
- Lutah Maria Riggs (1896–1984), Architektin
- Stanley Pargellis (1898–1968), Historiker und Bibliothekar
- Arnold Gray (1899–1936), Filmschauspieler

## 20. Jahrhundert

### 1901–1930
- Charles West (1901–1997), Techniker der Paramount Studios
- Bernard Cousino (1902–1994), Tontechniker und Erfinder
- Thomas Henry Burke (1904–1959), Politiker
- Hagar Wilde (1905–1971), Autorin
- Hunter Rouse (1906–1996), Ingenieurwissenschaftler
- Leland Schubert (1907–1998), Literaturwissenschaftler und Philanthrop
- Cecil Dillon (1908–1969), Eishockeyspieler
- Art Tatum (1909–1956), Klaviervirtuose des Jazz
- Arthur J. Hatch (1910–2008), Elektroingenieur
- Charles E. Dederich (1913–1997), Gründer von Synanon, einer Selbsthilfeorganisation für drogenabhängige Menschen
- Lyman Spitzer (1914–1997), Astrophysiker
- Daws Butler (1916–1988), Zeichentrickfilm-Synchronsprecher
- R. Clark Jones (1916–2004), Physiker
- Ray Rasch (1917–1964), Pianist und Arrangeur
- Dusty Anderson (1918–2007), Schauspielerin und Fotomodell
- Fred Baur (1918–2008), Chemiker und Produktentwickler bei Pringles[1]
- Fritz Steinmeyer (1918–2008), Orgelbauer
- Shirley Mitchell (1919–2013), Schauspielerin[2]
- Marie Morisawa (1919–1994), Geologin
- Arvin Garrison (1922–1960), Jazzgitarrist
- Thomas Ashley (1923–2010), Politiker
- Janet T. Spence (1923–2015), Psychologin
- Lee Pete (1924–2010), Hörfunkmoderator und American-Football-Spieler
- Suzy Dietrich (1926–2015), Automobilrennfahrerin
- Harry W. Kessler (1927–2007), Politiker und Bürgermeister von Toledo (1971–76)
- Andrew J. Fenady (1928–2020), Schauspieler, Drehbuchautor, Filmproduzent und Schriftsteller
- Evan G. Galbraith (1928–2008), Wirtschaftsmanager und Diplomat
- Gregory J. Markopoulos (1928–1992), Avantgarde-Filmemacher
- Kate Wilhelm (1928–2018), Science-Fiction- und Fantasy-Schriftstellerin
- Gene Taylor (1929–2001), Jazz-Bassist

### 1931–1940
- Teresa Brewer (1931–2007), Popsängerin
- Robert William Donnelly (1931–2014), römisch-katholischer Weihbischof in Toledo
- Philip Baker Hall (1931–2022), Filmschauspieler
- Don Pease (1931–2002), Politiker
- Ed Weber (1931–2023), Politiker
- Bill Takas (1932–1998), Jazzmusiker
- John Edmondson (1933–2016), Komponist
- Gene Kranz (* 1933), NASA-Flugdirektor für das Gemini- und Apollo-Programm
- Jamie Farr (* 1934), Schauspieler
- Gloria Steinem (* 1934), Feministin, Journalistin und Frauenrechtlerin
- Jay W. Baird (* 1936), Historiker des Nationalsozialismus
- Anne Gee Byrd (* 1938), Schauspielerin
- Herbert L. DuPont (* 1938), Mediziner
- Wilbert McClure (1938–2020), Boxolympiasieger 1960
- Carl E. Heiles (* 1939), Astronom
- Michael Kilian (1939–2005), Journalist und Kolumnist
- David McDaniel (1939–1977), Science-Fiction-Autor
- Edwin Penhorwood (* 1939), Komponist
- John W. Snow (* 1939), 73. Finanzminister der USA
- Jim Thibert (* 1940), American-Football-Spieler

### 1941–1950
- Stanley Cowell (1941–2020), Jazzmusiker
- Chet Jastremski (1941–2014), Schwimmer
- Howard Komives (1941–2009), Basketballspieler[3]
- John Blair (1943–2006), Jazzgeiger und Sänger
- Victor Raider-Wexler (* 1943), Schauspieler
- Dennis Russell Davies (* 1944), Opern- und Konzert-Dirigent, Pianist und Kammermusiker
- Andrew Homzy (* 1945), Jazzmusiker und Musikwissenschaftler
- Joseph Kosuth (* 1945), Konzeptkünstler
- Paul Elzey (1946–1989), American-Football-Spieler
- Marcy Kaptur (* 1946), Politikerin
- John Lindl (* 1946), Physiker
- Mel Long (* 1946), American-Football-Spieler und Soldat
- Stephen Hadley (* 1947), Jurist und Regierungsbeamter
- Gary Jones (* 1947), Kostümbildner
- Bern Nix (1947–2017), No-Wave- und Jazz-Gitarrist
- P. J. O’Rourke (1947–2022), politischer Satiriker, Journalist und Schriftsteller
- Tom Scholz (* 1947), Musiker
- David Curson (1948–2024), Politiker
- Curtis Johnson (* 1948), American-Football-Spieler
- Brooks M. Burr (* 1949), Ichthyologe, Ökologe und Hochschullehrer
- James Millns (* 1949), Eiskunstläufer
- Ruby Starr (1949–1995), Rock-Sängerin[4]
- Michael Witherell (* 1949), Physiker
- Cynthia Myers (1950–2001), Schauspielerin[5]
- Jamie O’Hara (1950–2021), Country-Sänger und Songschreiber
- John Saunders (1950–2001), American-Football-Spieler

### 1951–1970
- Justin DuVall (1951–2021), römisch-katholischer Geistlicher, Erzabt von St. Meinrad
- Rick Upchurch (* 1952), American-Football-Spieler
- Tom Warrington (* 1952), Bassist des Modern Jazz
- David Zindell (* 1952), Science-Fiction- und Fantasy-Autor sowie Mathematiker
- Casey Biggs (* 1955), Film- und Theaterschauspieler
- Edmund Coffin (* 1955), Vielseitigkeitsreiter und Olympiasieger
- Frederic Glesser (* 1956), Komponist und Flötist
- Bernard Benton (* 1957), Boxer
- John Cook (* 1957), Profigolfer
- Teresa Ganzel (* 1957), Schauspielerin, Synchronsprecherin und Komikerin
- Lindell Holmes (* 1957), Boxer
- Christopher Moore (* 1957), Schriftsteller
- Paul Nordin (* 1957), Kameramann
- Anita Baker (* 1958), Jazz-Sängerin
- Don Collins (* 1958), Basketballspieler
- Scott Hamilton (* 1958), Eiskunstläufer
- Mike Kennedy (* 1959), American-Football-Spieler
- Brett Leonard (* 1959), Regisseur und Drehbuchautor
- Sean B. Carroll (* 1960), Molekularbiologe, Genetiker und Entwicklungsbiologe
- Kevin Granata (1961–2007), Biomechaniker
- Paul Chamberlin (* 1962), Tennisspieler
- John Harbaugh (* 1962), American-Football-Trainer
- Jim Harbaugh (* 1963), American-Football-Trainer
- Kimberley Simms (* 1963), Schauspielerin
- Doug Ducey (* 1964), Politiker
- Tim Inglis (* 1964), American-Football-Spieler
- Urban Meyer (* 1964), Trainer im Bereich des College Football
- Larry Fuller (* 1965), Jazz-Pianist
- Scott Shriner  (* 1965), Rockmusiker
- Ann Leckie (* 1966), Science-Fiction und Fantasy-Schriftstellerin
- Bruce Lewandowski (* 1967), römisch-katholischer Ordensgeistlicher, Bischof von Providence
- Sean O’Neill (* 1967), Tischtennisspieler
- Duke Heitger (* 1968), Jazzmusiker
- Mark Kerr (* 1968), Ringer und Mixed-Martial-Arts-Kämpfer
- Matt Eberflus (* 1970), American-Football-Trainer
- Jim Jackson (* 1970), Basketballspieler

### 1971–2000
- Tom Nütten (* 1971), NFL-Footballspieler
- Bryan Smolinski (* 1971), Eishockeyspieler
- Earl Fernandes (* 1972), Geistlicher und römisch-katholischer Bischof von Columbus
- Eric Kripke (* 1974), Autor, Produzent und Regisseur
- Kate Shindle (* 1977), Schauspielerin und Miss America 1998[6]
- CoCo Brown (* 1978), Pornodarstellerin
- Katie Holmes (* 1978), Schauspielerin
- Lyfe Jennings (* 1978), R&B-Musiker und Rapper
- Rich Sommer (* 1978), Schauspieler
- Edward Byers (* 1979), Portepeeunteroffizier a. D. der United States Navy
- Todd France (* 1980), American-Football-Spieler
- Gretchen Bleiler (* 1981), Snowboarderin
- Jason Dohring (* 1982), Schauspieler
- Adrianne Palicki (* 1983), Schauspielerin
- Joe Burke (* 1984), Schauspieler
- Crystal Bowersox (* 1985), Folk&Blues-Sängerin und -Gitarristin, Songwriter
- Brian Roberts (* 1985), Basketballspieler
- David Peters (* 1987), Pokerspieler
- Oliver Cooper (* 1988), Schauspieler
- Matias Ponce (* 1989), US-amerikanisch-mexikanischer Schauspieler
- Josh Unice (* 1989), Eishockeytorwart
- Robert Easter junior (* 1991), Boxer im Leichtgewicht
- Natasha Howard (* 1991), Basketballspielerin
- Erik Kynard (* 1991), Hochspringer
- Andy Nagy (* 1991), Basketballschiedsrichter
- Eric Page (* 1991), American-Football- und Canadian-Football-Spieler
- Alyson Stoner (* 1993), Schauspielerin
- Storm Norton (* 1994), American-Football-Spieler
- Gracie Dzienny (* 1995), Schauspielerin und Model
- Lizze Broadway (* 1998), Schauspielerin
- Tycen Anderson (* 1999), American-Football-Spieler
- Olivia Stuck (* 1999), Schauspielerin
- Otha Jones (* 2000), Boxer im Leichtgewicht